# Владимирец (Псковская область)
Владимирец или Володимерец — древнерусская крепость и населённый пункт (деревня) в Псковской области. Городище находится в 55 км от Острова на границе Островского и Порховского района. Здесь, на Судомской возвышенности, расположена так называемая Володчина гора (холм высотой около 40 м), огибаемая рекой Лиственкой. На ней находятся остатки Владимирецкой крепости.

## Население
Численность населения деревни по состоянию на 2000 год составляла 10 жителей.

## История
В литературе конца XIX — начала XX века название горы связывали с князем Владимиром Святославичем, крестителем Руси. В близлежащей вотчине своей бабки княгини Ольги, он, по преданию, провёл детство, а возможно и родился. Археологические исследования подтверждают существование поселения на месте Владимирца как минимум с XIII века. Первое летописное упоминание о Владимирце датируется XV веком, когда на месте «где и древний был», псковичи основывают новый город: в лето 6970 (1462 года) «заложиша псковичи иной городок на Володчине горе и нарекоша Володимирец».
Укреплённый город на вершине горы был обнесён валом, по углам которого стояли, по-видимому, четыре деревянных башни. Отмечаются некоторые элементы сходства Владимирецкой крепости с древним Изборском. У подножия горы имелся ещё один, земляной вал и рвы шириной до 6-8 м. Вместе со строительством крепости во Владимирце была возведена и церковь: «Того же лета и церковь поставиша Св.Николая и освещаша». Близ города располагался посад площадью около 3 га, в котором была построена церковь Ильи Пророка, упоминаемая в Псковской летописи под 1484 годом. Со временем был построен ещё один храм — Рождества Пречистыя Богородицы — и создан монастырь. В последующие века владимирецкие церкви неоднократно разрушались, гибли в пожарах и вновь отстраивались.
В силу естественных преград Владимирец был труднодоступной крепостью и входил в число 12 «пригородов», оборонявших Псковскую вечевую республику с разных сторон. К ним относились в том числе крепости Вышгородок, Велье, Воронич, Врев, Котельно, Выбор, Опочка, Дубков. Находясь на юго-западных рубежах Псковской земли, Владимирец был призван отражать литовские набеги. Эту же функцию он продолжал выполнять и после вхождения Пскова в состав Русского государства в 1510 году. Во время Ливонской войны Владимирец, называвшийся по-немецки Вольмаром, упоминался в связи с несколькими боевыми эпизодами, в том числе разгромом князем Дмитрием Овчинником немецкого отряда в 1560 году и пленением некоего ливонского воеводы Ламошки. Впоследствии, из Владимирца русские войска ходили в поход на Юрьев, однако в 1580 году крепость была разрушена войсками Стефана Батория.
После этого события, крепость потеряла всякое военное значение и продолжал существовать лишь посад. Позже, оказавшись вдали от почтовых трактов и больших городов с развивающейся промышленностью, Владимирец превратился в обыкновенный погост. В 1790 году он пережил пожар, после чего была построена каменная церковь Николая Чудотворца, сохранившаяся до наших дней. В XIX веке здесь протекала стабильная жизнь, имелись кожевенные заводы, несколько мельниц, врачебный пункт. Во время Великой Отечественной войны Владимирец был занят немцами, которые разместили в церкви Николая Чудотворца штаб.  На него покушались партизанские группы, оперировавшие в окрестностях. После того, как партизаны уничтожили немецкого майора, оккупанты выжгли все ближайшие деревни. Населённый пункт был освобождён 21 июня 1944 года.
Остатки древней Владимирецкой крепости были обследованы в конце 1950-х годов П. А. Раппопортом. После войны жизнь во Владимирце так и не восстановилась, однако в 1990 году здесь начал обустраиваться Свято-Введенский женский монастырь.